# Karol XVII & MB Valence
Karol XVII & MB Valence – polski duet DJ-ów i producentów muzyki elektronicznej – Karola Samockiego (jako Karol XVII) oraz Marka Bigajskiego (jako MB Valence). Twórczość duetu skupia się wokół takich gatunków, jak Deep house, Melodic House oraz Downtempo.

## Historia
Projekt duetu powstał około roku 2006, kiedy to tworzący do tej pory pod osobnymi pseudonimami Karol Samocki oraz Marek Bigajski zdecydowali się połączyć siły. Muzyczna hybryda gatunków reprezentowanych przez artystów (House oraz Deep House) znalazła odzwierciedlenie w pierwszych wspólnych wydawnictwach bardzo dobrze przyjętych na międzynarodowym rynku. W 2007 r. wspólnie ze Sławkiem Łobodą założyli niezależne wydawnictwo muzyczne Loco Records, które doprowadzili w 2010 r. do tytułu najlepszego deep house’owego wydawnictwa, gromadząc aż 3 swoje utwory w rankingu top 10 branżowego serwisu Beatport. W 2008 r. DJ Mag nadał im tytuł najlepszych polskich DJ-ów.   
Współpracowali z wieloma topowymi artystami światowej sceny klubowej, takimi jak: Miguel Migs, Brian Tappert, Robert Owens, Timewriter, Ian Pooley, Jimpster, Lusine, Maya Jane Coles, Nick Curly, Jori Hulkkonen, Guy J, Andre Lodemann. Skupiając się głównie na wydawnictwach w swojej macierzystej wytwórni Loco Records robili także odstępstwa i publikowali swoje nagrania w innych mniejszych bądź dużo większych wytwórniach: Peppermint Jam (należąca do Mousse T.), Toolroom (należąca do Mark Knight), Suara (należąca do Coyu), a także Armada Deep, czy Ministry of Sound. Oprócz własnych utworów tworzą również remiksy m.in. dla takich zagranicznych artystów, jak Miguel Miggs czy Maya Jane Coles oraz polskich, jak Natalia Kukulska czy Goya.  
18 lutego 2022 miała miejsce premiera długo oczekiwanej płyty długogrającej „Essay”, wydanej w berlińskiej wytwórni Get Physical Music. Na płycie znalazło się 70 minut muzyki zawartej w 13 utworach. Do udziału w projekcie zaproszono 3 wokalistów: Jono McCleery, Lazarusman i Keely Timlin.

## Dyskografia
Albumy
| Tytuł           | Dane dot. albumu                                                                      |
| --------------- | ------------------------------------------------------------------------------------- |
| Essay           | - Wydany: 18 lutego 2022 - Wytwórnia: Get Physical Music - Format: CD, digital file   |
| Essay (Remixes) | - Wydany: 20 października 2023 - Wytwórnia: Get Physical Music - Format: digital file |

Single
- Drum In Peace (2006)
- Calabar (2007)
- Better Friends (2007)
- Don't Forget, Feat. Paige Central (2007)
- Deep, Deeper, Deepest (2008)
- Who I Am (2008)
- Deep, Deeper, Deepest 2 (2008)
- Deep, Deeper, Deepest Remixes (2009)
- Minor Chords (2009)
- Deep, Deeper, Deepest 3 (2009)
- Minor Chords Remixes (2010)
- Minor Chords 2 (2010)
- Minor Chords 3 (2010)
- Vintage Box (2010)
- Same Roots (2010)
- Vintage Box Remixes (2012)
- Deepandable (2012)
- You Are Way Too Young (2012)
- Plastic Age (2013)
- Communication (2013)
- Melange (2015)
- 651 (2016)
- Session 1 (2017)
- Day Session 1 (2017)
- Night Session 1 (2017)
- Taped (2018)
- Mushroom Soup 2 Fish Go Deep Remixes (2019)
- Sonus (2019)
- Aqua (2019)
- Retrospective (2020)
- Africa Triptych (2020)
- 4 Ravers EP (2021)
- Fool's Gold (2021)
- Whispers For Humanity (2021)
- Bang Bang vs Digisong (2022)
- Fool's Gold (Fur Coat Remix) (2022)
- Bang Bang (Remixes) (2022)
- Essay (Remix EP I) (2023)
- Essay (Remix EP II) (2023)

## Osiągnięcia
- nadanie przez DJ Mag tytułu najlepszych polskich DJ-ów (2008)[4],
- nominowani przez Beatport do Beatport Music Awards 2010, najlepszych deep house’owych artystów (2010)[8],
- uplasowanie własnej wytwórni muzycznej Loco Records na pierwszym miejscu najlepiej sprzedających się utworów deep’owych w podsumowaniu rocznej sprzedaży tego samego sklepu Beatport z wynikiem 3 utworów w pierwszej dziesiątce notowania (2010)[3].